# Dorit Abusch
Dorit Abusch (Tel Aviv, 1955) è una scrittrice israeliana.
Ha studiato filosofia, letteratura e linguistica all'Università di Tel Aviv, e filosofia alla University of Massachusetts, dove ha ottenuto il suo dottorato di ricerca (PhD). 
Abusch è un'esperta di semantica. Dal  1985 al  1990 ha insegnato in California, Texas e New York. In seguito ha lavorato come linguista presso un istituto di ricerca tedesco. Abusch cominciò a pubblicare poesie e racconti nel  1974. Al momento la sua attività si svolge tra Tel Aviv e gli USA.

## Opere in ebraico
- Tzel Aroch Rashum Be-Gir (ingl. Long Shadow Drawn in Chalk) - poesie e racconti, Achshav 1979
- Hedim Ve-Ruchot (ingl. Sounds and Spirits) - racconti, Hakibbutz Hameuchad 1984
- Kol Sheni (ingl. Second Voice) - due romanzi brevi, Hakibbutz Hameuchad /Siman Kriah 1990
- Ha-Yored (ingl. Fallen Man) - romanzo, Gvanim 1996
- Lev Meshugam (ingl. Crazy Heart) - romanzo, Hakibbutz Hameuchad 2007

## Collegamenti
- Pagina di Dorit Abusch alla Cornell University
- Pagina di Dorit Abusch sul sito di The Institute for the Translation of Hebrew Literature

| Controllo di autorità | VIAF (EN) 75378578 · ISNI (EN) 0000 0000 7851 415X · LCCN (EN) n87863214 · BNF (FR) cb161675908 (data) · J9U (EN, HE) 987007257479905171 |